# Kahlenbusch
Kahlenbusch ist ein Ortsteil im Stadtbezirk Vohwinkel der bergischen Großstadt Wuppertal in Nordrhein-Westfalen/Deutschland.

## Lage und Beschreibung
Der  Ortsteil liegt in dem Wohnquartier Schöller-Dornap nördlich des Vohwinkler Ortszentrums und des Waldgebiets Osterholz. Benachbarte Orte sind die unmittelbar angrenzenden Bellenbusch, Am Steinberg und Holthauser Heide sowie die Orte Osterholz, Friedrichshöhe, Siegersbusch, Holthausen und Ladebühne. Abgegangen sind Kalkofen, Schleheck und Wald. Der Ort ist über die kleine Anliegerstraße Holthauser Heide aus Richtung Hahnenfurth, Dornap oder Vohwinkel zu erreichen.
Nördlich von Bellenbusch verläuft ein stillgelegter Abschnitt der Bahnstrecke Düsseldorf-Derendorf–Dortmund Süd (so genannte „Wuppertaler Nordbahn“ der Rheinischen Eisenbahn-Gesellschaft). Unmittelbar westlich des Ortes wird dolomitisierter Massenkalk im Steinbruch Oetelshofen abgebaut, eine große Abraumhalde erhebt sich südlich.

## Geschichte
Im 19. Jahrhundert war Kahlenbusch ein Wohnplatz in der Landgemeinde Schöller der Bürgermeisterei Haan (ab 1894 Bürgermeisterei Gruiten) die aus der bergischen Herrschaft Schöller hervorging. Kahlenbusch ist als Hofschaft auf der topographischen Aufnahme der Rheinlande von 1824.
Im Gemeindelexikon für die Provinz Rheinland von 1888 werden ein Wohnhaus mit sieben Einwohnern angegeben.
Mitte des 19. Jahrhunderts bildeten Kahlenbusch und das benachbarte Bellenbusch eine geschlossene Siedlungseinheit. 1929 wurde der östliche Teil der Landgemeinde Schöller abgespalten und in Wuppertal eingemeindet, von 1929 bis zur Kommunalreform von 1975 verlief zwischen Bellenbusch und dem benachbarten Kahlenbusch die Stadtgrenze zwischen Wuppertal und der Landgemeinde Schöller. 1975 wurde Schöller mit Kahlenbusch in Wuppertal eingemeindet.
Ab der zweiten Hälfte des 20. Jahrhunderts verschmolz Kahlenbusch zunehmend mit der benachbarten Dreifachsiedlung Holthauser Heide/Bellenbusch/Am Steinberg und bildete so eine geschlossene Siedlung entlang der Straße Holthauser Heide, durch die nach wie vor in Nachfolge der Stadtgrenze die Quartiergrenze zwischen Schöller-Dornap und Osterholz verläuft.